# César Rodríguez Álvarez
César Rodríguez Álvarez, gyakran egyszerűen César, (León, 1920. június 29. – 1995. március 1., Barcelona) spanyol labdarúgó, csatár.
Évtizedekig ő volt a Barcelona történetének legeredményesebb gólszerzője, rekordját Lionel Messi döntötte meg 2012 tavaszán. César egyik legnagyobb erényének a szögletek utáni hatékony befejezéseket tartották. Testvére, Calo szintén ismert labdarúgó volt, Césarhoz hasonlóan ő is játszott a Barcelonában.

## Pályafutása

### Barcelona
Bár már 1939-ben leigazolta a Barcelona, a katalánoknál egészen 1942-ig kellett várnia a bemutatkozásra, ugyanis 1940 és 1942 között Granadában töltötte katonai szolgálatát. A Granadával 1941-ben megnyerte a másodosztály küzdelmeit, egy évvel később pedig, már az első ligában huszonhárom meccsen huszonnégyszer talált be, hozzásegítve a frissen feljutott Granadát egy tizedik helyhez a tizennégy fős bajnokságban. A huszonnégy találatból hatot egy meccsen szorgoskodott össze, amikor a Castellónt verték 7–3-ra 1942. március 22-én.
A Barcelonához 1942-ben került vissza, és az 1944-45-ös idény végén már első bajnoki címét ünnepelhette a klubbal. César a bajnoki címhez tizenöt góllal járult hozzá. A Barcelonában töltött tizenhárom évéből tizenegyben kétszámjegyű gólt szerzett, háromszor pedig a húszgólos álomhatárt is átlépte. A háromból egyszer, 1949-ben megszerezte a gólkirályi címet is. Egyik legjobb meccsét három évvel később játszotta, amikor a Real Sociedad elleni kupadöntőben két gólt vállalt a 3–0-s győzelemmel végződő fináléban.
A gránátvörös-kékeknél eltöltött tizenhat év alatt végül 351 tétmeccsen 232 alkalommal talált az ellenfelek hálójába, ebből 192-szer bajnokin. Ezzel a mutatóval évtizedekig a Barça történetének legeredményesebb góllövője volt. Rekordját 2012-ben Lionel Messi döntötte meg.
Barcelonai időszakára esett az is, amikor tizenkét találkozóra meghívót kapott a spanyol válogatottba is, mindannyiszor barátságos meccsekre. Bár részt vett az 1950-es vb-n is, egyetlen percet sem játszott.

### A levezetés és az edzősködés
César harmincöt évesen távozott a katalán fővárosból, és a Cultural y Deportiva Leonesa csapatához szerződött. Ez az időszak nem volt túl sikeres, ugyanis a Cultural 1956-ban kiesett az első osztályból. Ezt követően rövid ideig légiósnak állt, és a Perpignant erősítette. 1957-ben hazatért, és az akkor harmadosztályú Elchéhez igazolt. A zöld-fehérekkel sikerült végrehajtania azt a bravúrt, hogy két év alatt kétszer is feljusson a csapat, így az első idény után, melyet a harmadosztályban töltöttek, César pályafutása utolsó évét már ismét a Primera Divisiónban tölthette, afféle hattyúdalként. 1960-ban vonult vissza, negyvenéves korában. A bajnokság történetének összesített góllövőlistáján bár többen megelőzték azóta, még mindig a legjobb tíz játékos között található.
1959-ben, még visszavonulása előtt játékos-edzőként dolgozott az Elchénél, majd rögtön visszavonulása után a Real Zaragoza kispadjára ülhetett le. Dolgozhatott egy évet játékoskarrierje legsikeresebb állomásán, Barcelonában is, azonban trénerként legnagyobb eredménye a Zaragozával elért kupadöntő 1963-ból. Az említett csapatokon kívül ült még a Real Betis, a Celta Vigo, a Mallorca, a Hércules és a Sant Andreu kispadján.

## Statisztikái
| Klub             | Szezon           | Bajnokság | Bajnokság | Kupa  | Kupa | Európa | Európa | Egyéb | Egyéb | Összesen | Összesen |
| Klub             | Szezon           | Mérk.     | Gól       | Mérk. | Gól  | Mérk.  | Gól    | Mérk. | Gól   | Mérk.    | Gól      |
| ---------------- | ---------------- | --------- | --------- | ----- | ---- | ------ | ------ | ----- | ----- | -------- | -------- |
| Granada          | 1941–42          | 24        | 23        | 5     | 3    | –      | –      | –     | –     | 29       | 26       |
| Granada          | Összesen         | 24        | 23        | 5     | 3    | –      | –      | –     | –     | 29       | 26       |
| Barcelona        | 1942–43          | 23        | 13        | 8     | 3    | –      | –      | –     | –     | 31       | 16       |
| Barcelona        | 1943–44          | 26        | 12        | 4     | 1    | –      | –      | –     | –     | 30       | 13       |
| Barcelona        | 1944–45          | 24        | 15        | 4     | 6    | –      | –      | –     | –     | 28       | 21       |
| Barcelona        | 1945–46          | 26        | 11        | 2     | 0    | –      | –      | 1     | 1     | 29       | 12       |
| Barcelona        | 1946–47          | 25        | 10        | 4     | 3    | –      | –      | –     | –     | 29       | 13       |
| Barcelona        | 1947–48          | 19        | 19        | 2     | 0    | –      | –      | –     | –     | 21       | 19       |
| Barcelona        | 1948–49          | 24        | 27        | 4     | 2    | –      | –      | 3     | 2     | 31       | 31       |
| Barcelona        | 1949–50          | 23        | 18        | 2     | 2    | –      | –      | 0     | 0     | 25       | 20       |
| Barcelona        | 1950–51          | 27        | 29        | 7     | 4    | –      | –      | –     | –     | 34       | 33       |
| Barcelona        | 1951–52          | 24        | 23        | 7     | 5    | –      | –      | 3     | 1     | 34       | 29       |
| Barcelona        | 1952–53          | 27        | 13        | 5     | 4    | –      | –      | –     | –     | 32       | 17       |
| Barcelona        | 1953–54          | 15        | 2         | 7     | 6    | –      | –      | –     | –     | 22       | 8        |
| Barcelona        | 1954–55          | 4         | 0         | 1     | 0    | –      | –      | –     | –     | 5        | 0        |
| Barcelona        | Összesen         | 287       | 192       | 57    | 36   | –      | –      | 7     | 4     | 351      | 232      |
| Cultural Leonesa | 1955–56          | 15        | 3         | –     | –    | –      | –      | –     | –     | 15       | 3        |
| Cultural Leonesa | Összesen         | 15        | 3         | –     | –    | –      | –      | –     | –     | 15       | 3        |
| Perpignan        | 1956–57          | 13        | 4         | –     | –    | –      | –      | –     | –     | 13       | 4        |
| Perpignan        | Összesen         | 13        | 4         | –     | –    | –      | –      | –     | –     | 13       | 4        |
| Elche            | 1957–58          | 25        | 33        | –     | –    | –      | –      | –     | –     | 25       | 33       |
| Elche            | 1958–59          | 28        | 4         | 4     | 2    | –      | –      | –     | –     | 32       | 6        |
| Elche            | 1959–60          | 27        | 5         | 9     | 6    | –      | –      | –     | –     | 36       | 11       |
| Elche            | Összesen         | 80        | 42        | 13    | 8    | –      | –      | –     | –     | 93       | 50       |
| Karrier összesen | Karrier összesen | 419       | 264       | 75    | 47   | –      | –      | 7     | 4     | 501      | 315      |

## Válogatott góljai
| # | Időpont            | Helyszín                | Ellenfél    | Állás | Végeredmény | Kiírás     |
| - | ------------------ | ----------------------- | ----------- | ----- | ----------- | ---------- |
| 1 | 1945. március 11.  | Lisszabon, Portugália   | Portugália  | 2–2   | Döntetlen   | Barátságos |
| 2 | 1945. május 6.     | A Coruña, Spanyolország | Portugália  | 4–2   | Győzelem    | Barátságos |
| 3 | 1948. március 21.  | Madrid, Spanyolország   | Portugália  | 2–0   | Győzelem    | Barátságos |
| 4 | 1951. február 18.  | Madrid, Spanyolország   | Svájc       | 6–3   | Győzelem    | Barátságos |
| 5 | 1952. június 1.    | Madrid, Spanyolország   | Írország    | 6–0   | Győzelem    | Barátságos |
| 6 | 1952. december 28. | Madrid, Spanyolország   | Németország | 2–2   | Döntetlen   | Barátságos |

## Sikerei, díjai

### Játékosként
Barcelona
- Bajnok: 1944-45, 1947-48, 1948-49, 1951-52, 1952-53
- Kupagyőztes: 1942, 1951, 1952, 1953
- Szuperkupa-győztes: 1945, 1948, 1952, 1953
- Latin kupa-győztes: 1949, 1952

Granada
- A másodosztály győztese: 1940-41

Elche
- A másodosztály győztese: 1958-59
- A harmadosztály győztese: 1957-58

### Edzőként
- Kupadöntős: 1962-63

### Egyéni elismerések
- Gólkirály: 1948-49